# Herman Nieweg
Herman Nieweg (Steenwijkerwold, 13 april 1932 - Portugal, 28 mei 1999) was een Nederlandse beeldhouwer en keramist.

## Leven en werk
Nieweg studeerde binnenhuisarchitectuur aan de Academie voor Beeldende Kunst in Rotterdam. Door docente Frieda Koch kwam hij in aanraking met keramiek. Een groot deel van Niewegs werk is in keramiek uitgevoerd, voorbeelden hiervan zijn de reliëfs die hij maakte voor Zwolle en Heino. Als kunstenaar is Nieweg autodidact. Hij woonde en werkte in de jaren 70 en 80 in Giethoorn. In de jaren 90 verhuisde hij naar Monchique in Portugal, waar hij enkele grote bakovens bouwde. Hij overleed een aantal jaren later op 67-jarige leeftijd.

## Werken (selectie)
- 1973 beeld 3 Zuilen met vogel bij kinderboerderij in Assen
- 1980 reliëf aan de stadsmuur van Zwolle
- 1982 reliëf aan gevel van het gemeentehuis in Heino

## Exposities (selectie)
- 1963. Kees Broerse & Herman Nieweg, Kunstzaal Van Benthem & Jutting, Middelburg